# Airbus Defence and Space
Airbus Defence and Space является подразделением Airbus Group, ответственным за оборонную и аэрокосмическую продукцию и услуги. Подразделение было сформировано в январе 2014 года в ходе корпоративной реструктуризации European Aeronautic Defence and Space (EADS), и состоит из бывших подразделений Airbus Military, Астриум, и Cassidian.
Компания Airbus Defence and Space присутствует в десятках стран на шести континентах.

## История
31 июля 2013 года, компания European Aeronautic Defence and Space (EADS) объявила о том, что собирается изменить свое фирменное наименование на Airbus Group к концу года, и что подразделения Astrium, Cassidian и Airbus Military будут объединены в новую компанию: Airbus Defence and Space.
В январе 2014 года материнская компания EADS была преобразована в Airbus Group с тремя дочерними компаниями: Airbus Defence and Space, Airbus и Airbus Helicopters.

## Организация
Компания Airbus Defence and Space в настоящее время структурирована в 4 направлениях бизнеса:
- Военные Самолёты
- Космические Системы
- Электроника
- Связь, разведка и охрана

### Военные Самолеты
- Airbus A330 MRTT
- Airbus A400M Atlas
- CASA C-212 Aviocar
- CASA/IPTN CN-235
- EADS CASA C-295
- Eurofighter Typhoon

### Космические системы
- Грузовой космический корабль ATV
- Европейско-американский космический корабль «Орион»
- Модуль МКС «Коламбус»
- «Ариан (семейство ракет)»
- Eurostar (спутниковая платформа)
- Марсоход «Розалинд Франклин»
- Ракетные двигатели: HM7B, Aestus, Vinci, Vilcain[6]
- Гидразин высокой чистоты (HYPU)[7]

- Ариан-44lp
- Ариан-5ES с АТВ 4
- Ариан 5ECA
- Колумбус (модуль МКС)
- Гайя (космический корабль)
- Розетта (космический аппарат)

## Сайты
Основные подразделения European Airbus Defence and Space расположены:
- в Германии: Бакнанг, Берлин, Бремен, Имменштад-ам-Бодензе, Йена, Киль, Кобленц, Кёльн, Lampoldshausen, Манхинг, Оттобрунн, Оберкохен, Потсдам, Росток, Зульцбах (Таунус), Trauen, Вецлар, Ульм и Унтершлайсхайм
- во Франции: Elancourt, Vélizy, Les Mureaux, Бордо, Тулуза и Куру (Французская Гвиана)
- в Объединённом королевстве: Ньюпорт, Портсмут и Stevenage
- в Испании: Хетафе, Мадрид и Севилья
- в Италии: Рим и Потенца
- в Южной Африке: Irene

В январе 2014 года материнская компания EADS была преобразована в Airbus Group с тремя дочерними компаниями: Airbus Defence and Space, Airbus и Airbus Helicopters.

## Внешние ссылки
- Официальный сайт